# プラット・アンド・ホイットニー PW1000G

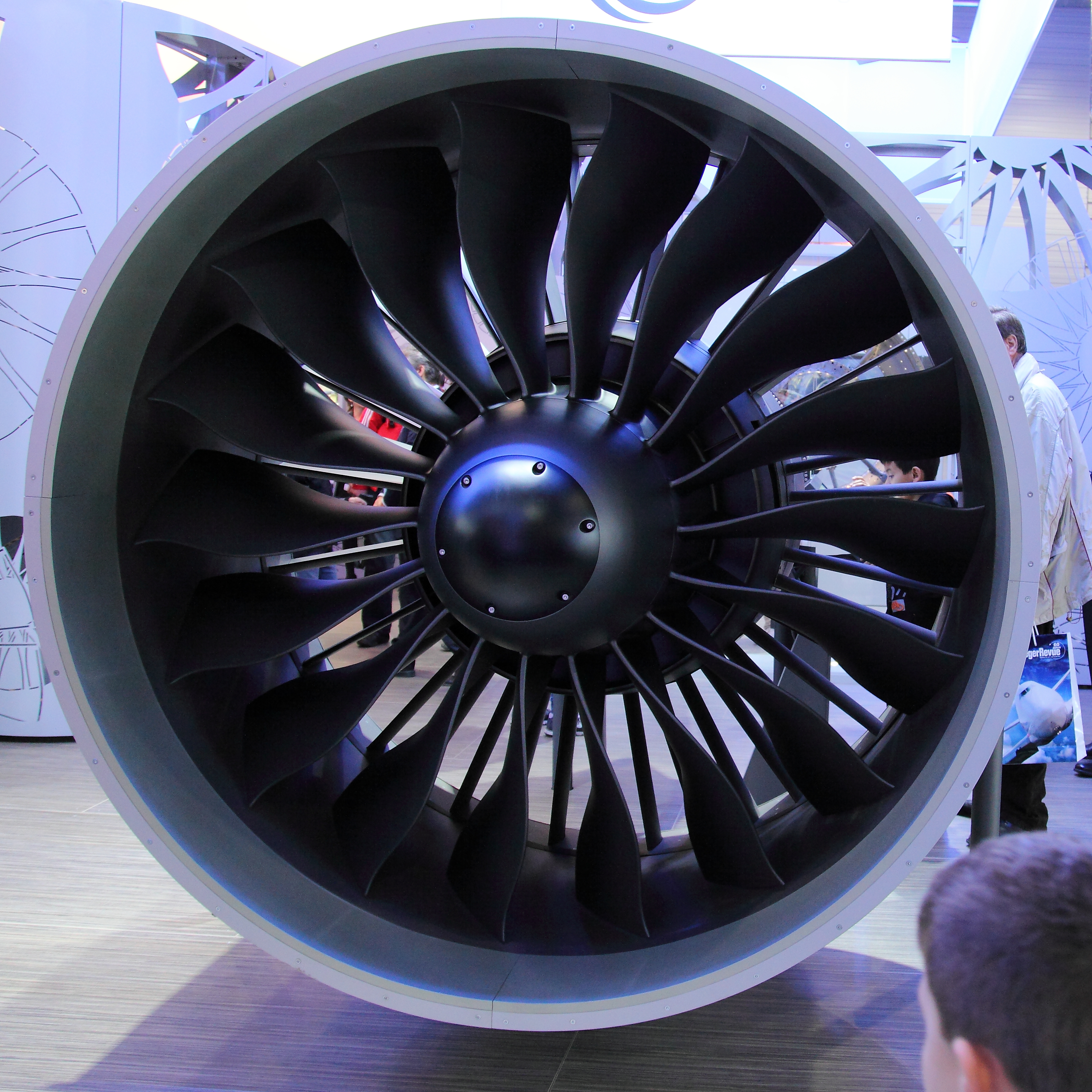
PW1000G

PW1000Gとは、アメリカのプラット・アンド・ホイットニー（P&W）が開発した高バイパスギヤードターボファンエンジンである。
計画は以前はギヤードターボファン（GTF）として知られ、さらに以前はAdvanced Technology Fan Integrator（ATFI）として知られていた。
ボンバルディア Cシリーズ、Mitsubishi SpaceJet（計画中止）、エンブラエル E-Jet E2や、選択肢としてイルクート MS-21やエアバス A320neoの動力として採用されている。

## 開発

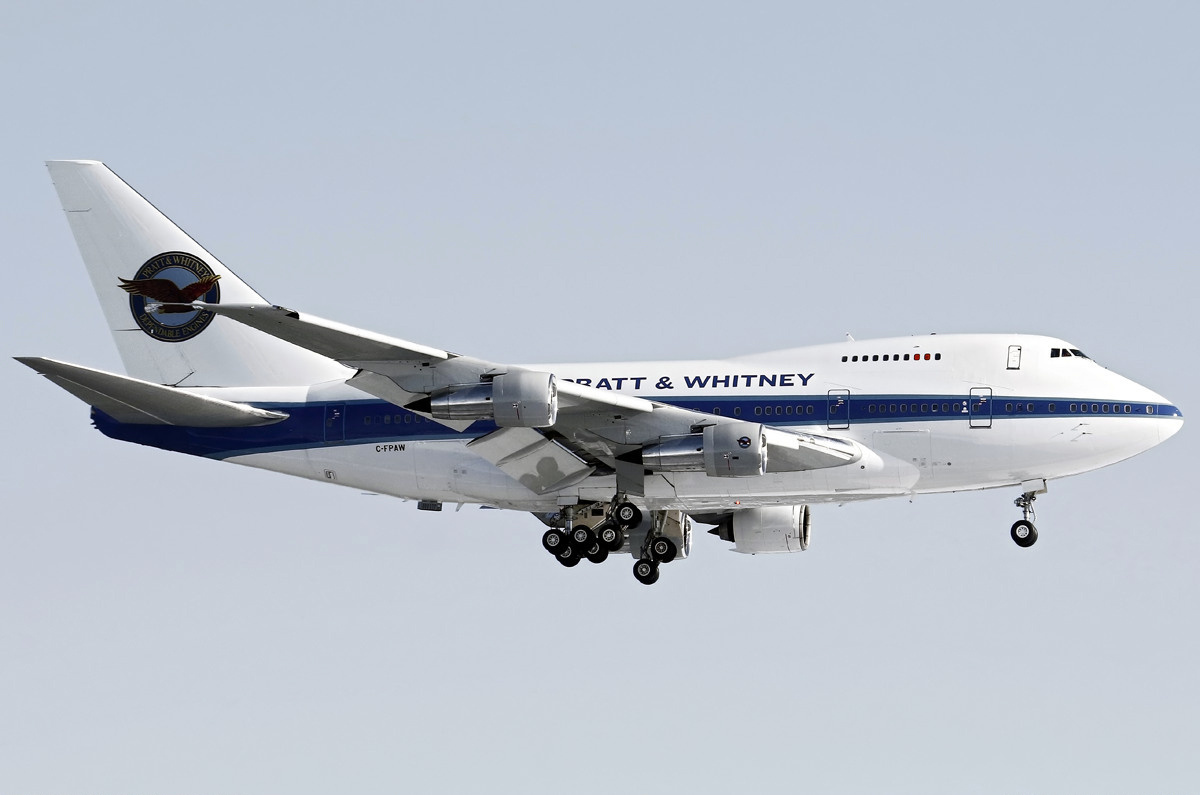
ボーイング747-SPテストベッド機に搭載されたPW1000G

P&Wは、1998年頃にPW8000として知られるギヤードターボファンの開発に着手した。これは既存のPW6000のファン部分を歯車減速機と新型の1段のファンに交換したものである。数年後、PW8000の開発は立ち消えとなった。
その後、しばらくしてATFI計画が持ち上がった。PW308をコアとしたが、歯車減速機と単段のファンは刷新され、2001年3月17日に初運転を行った。これを基本にしてドイツのMTUエアロ・エンジンズと新設計のコアを共同開発するギヤードターボファン（GTF）計画に発展した。MTUは高速低圧タービンと複数の段を備える高圧圧縮機を担当する。
当初の設計では、飛行包絡線の領域に応じて推進効率を高めることを目的に、GTFに可変面積ファンノズル（VAFN）の装備させることも含まれていた。しかしながら、VAFNはシステム重量が重く、量産型の設計からは省かれた。
2008年7月、GTFは新型の"PurePower"シリーズ「PW1000G」に名称が変更された。P&Wは、PW1000Gは既存のリージョナルジェットやナローボディ機に使用されるエンジンよりも燃料消費効率が10%から15%優れており、同様に実質的に静かであると主張する。
エンジンはボーイング747-SP、ならびに飛行試験の第2段階ではエアバス A340-600に懸架されて試験された。試験機はエンジンを第2パイロンに懸架し、2008年10月14日にトゥールーズで初飛行した。
2010年12月、エアバスA320neo用エンジンとしてPW1100G-JMが選定された。P&WとしてはV2500の後継エンジンという位置付けもあり、同エンジンを共同開発した日本航空機エンジン協会とMTUエアロ・エンジンズに当開発事業への参画を要請。これらの社の参画が決定し、2011年9月に共同事業調書が調印された。分担割合はP&Wが59%、日本航空機エンジン協会が23%、MTUエアロ・エンジンズが18%である。
PW1100Gは2013年に747SPで初試験された。PW1524G型の試験は2010年10月に始まった。
PW1500Gは2013年2月20日にカナダ交通局の型式証明を取得した。
2014年9月25日、最初の飛行テストがエアバスA320neoに搭載されて行われた。
PW1100G-JMは、2014年12月19日にアメリカ連邦航空局（FAA）の型式証明を取得した。高バイパス比にすることで大幅な燃費向上と低騒音化を実現した。複合材料の適用により軽量化に努めている。
2015年11月11日、PW1200Gを搭載した日本による国産初のジェット旅客機MRJ（現・Mitsubishi SpaceJet）が、愛知県にある名古屋飛行場（小牧空港）にて初飛行に成功した。三菱航空機製SpaceJetはA320neoと共に全日空（ANA）など国内大手航空会社からも確定受注を得ており、2016年2月現在で、アメリカ合衆国を含めた世界各国の航空会社から通算で確定受注233機、オプション発注170機分、購入権24機分など合計427機の受注を獲得した。
2015年12月9日、エアバスはA320neo 1号機の引き渡し先を急きょ当初のカタール航空からルフトハンザドイツ航空に変更した。理由はエンジン停止時の非対称冷却に起因するローターの曲がりや熱反りによる運用制限（エンジン始動後に3分間のアイドル運転が必要条件となりかつタキシングもできない）である。原因は軸の両端の温度差が大きく、ローターを支持するシャフトの熱変形が不均一となったためである。これによりローター軸に湾曲が生じて軸ブレを起こし、厳密な管理が必要なロータブレード先端と圧縮機ハウジングとのクリアランスが減少してしまったのである。これに対してその後生産されたエンジン全てでハードウェア、ソフトウェア双方に変更が行われた。第3・第4シャフトベアリングにダンパーを追加してシャフト強度を高めたほか、ソフトウェアもアップデートされている。また実運用および加速試験のデータを元にエンジン再始動間隔を短縮できる見込みであり、P&Wのボブ・ルダック社長は、初期のエンジンはエンジン停止から再始動までの350秒ほど必要だが、2016年6月には200秒、同年12月には150秒になるとしている。
2016年1月20日、PW1100Gを搭載した最初の機体がデリバリーされた。
2016年5月9日、PW1400G-JMエンジンについてFAAからの型式証明を取得した。同年5月18日には、PW1500Gエンジンについて欧州航空安全機関（EASA）からの型式証明を取得した。翌2017年5月31日、PW1200Gエンジン及びPW1900GエンジンについてもFAAからの型式証明を取得した。
2018年2月9日、EASAは緊急耐空性改善通報 2018-0041-E を発行した。この通報では、PW1100G-JMを搭載したA320neoシリーズにおいて飛行中エンジン停止（IFSD:in-flight shut-down）と離陸中止（RTO:Rejected Take-Off）の事案が報告されたため、洋上ETOPS運航の中止が指示されている。エアバスはこの問題への予防的対処として、同エンジンを搭載したA320neoシリーズの引渡を延期した。
2020年2月14日、愛知県の三菱重工航空エンジンで組み立てられたPW1200Gエンジンが、Mitsubishi SpaceJetに搭載され、アメリカの飛行試験拠点で飛行したことが発表された。日本国内で組み立てた民間航空機エンジンでの飛行は初めてのことである。
2023年7月、P&Wの親会社であるRTXコーポレーション（旧・レイセオン・テクノロジーズ）は、PW1100G-JMエンジンについて、2021年までに製造された200基について点検・回収対象の必要性を発表。同年9月に対象を大幅に拡大すると発表した。RTXは今後当局と調整し、改修手順を示す「サービスブリテン（SB）」を60日以内に発行する予定。国土交通省航空局（JCAB）によると、現時点では対象となるエンジンのシリアルナンバーなどは明らかになっていないという。RTXによると、向こう3年間で約600～700基のPW1100G-JMについて、汚染された金属粉末が使用された部品に欠陥があるか点検する必要があるとしている。この対象基数はエアバスA320neoシリーズに搭載されているPW1100G-JMの大半を占めており、RTX幹部は点検・回収対象が拡大した結果、2026年まで年平均約350機が地上駐機（aircraft on ground:AOG）となり、2024年上期（1－6月）にその数はピークの約650機となる見通しであることをアナリストに説明している。
日本では対象エンジンを採用しているのはANAのみで、同社はA320neoとA321neoを計33機運用している。国内線のほぼ全路線や韓国、中国、台湾などへの近距離国際線でも運用されているため、運用機材1割強で影響を受ける可能性がある。

## 搭載機
- エアバス A320neo
- ボンバルディア Cシリーズ（現・エアバスA220）
- イルクート MS-21
- Mitsubishi SpaceJet（旧称：MRJ）（開発中止）
- エンブラエル E-Jet E2

## 仕様諸元
一般的特性
- 形式: ターボファン
- 全長: 3,800ミリメートル (150 in)[28]
- 直径: 1,422–2,057ミリメートル (56.0–81.0 in)
- 乾燥重量:

構成要素
- 圧縮機: 軸流式,ファン:単段,  低圧:2-3段, 高圧:8段
- 燃焼器: アニュラ型燃焼器
- タービン: 軸流式, 高圧:2段, 低圧:3段

性能
- 推力: 10,000–40,000 lbf (44–178 kN)[28]
- 出力重量比:

出典: MTU Pratt&Whitney, flightglobal.com, Airbus, airinsight.com,
| 型式                    | ファン直径     | バイパス比 | 静止推力                       | 燃料消費 | 騒音 (St.4) | CO2 (t/ac/yr) | NO (CAEP 6に対する余裕) | 構成                    | 搭載機              | 運行開始   |
| ----------------------- | -------------- | ---------- | ------------------------------ | -------- | ----------- | ------------- | ----------------------- | ----------------------- | ------------------- | ---------- |
| PW1124G PW1127G PW1133G | 81 in (2.06 m) | 12:1       | 24,000–35,000 lbf (110–160 kN) | -15%     | -20 dB      | -3.600        | -55%                    | 1GF-3LPC-8HPC-2HPT-3LPT | A320neo             | 2015年10月 |
| PW1215G PW1217G         | 56 in (1.42 m) | 9:1        | 15,000–17,000 lbf (67–76 kN)   | -12%     | -15 dB      | -2,700        | -50%                    | 1GF-2LPC-8HPC-2HPT-3LPT | Mitsubishi SpaceJet | 2014       |
| PW1428G PW1431G         | 81 in (2.06 m) | 12:1       | 28,000–31,000 lbf (120–140 kN) | -15%     | -20 dB      | -3.600        | -55%                    | 1GF-3LPC-8HPC-2HPT-3LPT | イルクート MS-21    | 2016       |
| PW1519G PW1521G PW1524G | 73 in (1.85 m) | 12:1       | 19,000–24,000 lbf (85–107 kN)  | -14%     | -20 dB      | -3,000        | -55%                    | 1GF-3LPC-8HPC-2HPT-3LPT | Cシリーズ           | 2013       |
| PW1700G                 | 56 in (1.42 m) | 9:1        | 15,000 lbf (67 kN)             | -12%     | -15 dB      | -2.700        | -50%                    | 1GF-2LPC-8HPC-2HPT-3LPT | E-Jets E2           | 2018       |
| PW1900G                 | 73 in (1.85 m) | 12:1       | 19,000–22,000 lbf (85–98 kN)   | -15%     | -20 dB      | -3.000        | -55%                    | 1GF-3LPC-8HPC-2HPT-3LPT | E-Jets E2           | 2018       |

### 関係する型式
- プラット・アンド・ホイットニー PW800（英語版）

### 類似
- ハネウェル TFE731
- CFMインターナショナル LEAP
- アヴィアドヴィガーテリ PD-14

### 一覧
- 航空用エンジンの一覧

### その他
- プラット・アンド・ホイットニー/アリソン 578-DX
- ゼネラル・エレクトリック GE-36